# Кінгсбері (Індіана)
Кінгсбері (англ. Kingsbury) — місто (англ. town) в США, в окрузі Лапорт штату Індіана. Населення — 190 осіб (2020).

## Географія
Кінгсбері розташоване за координатами 41°31′49″ пн. ш. 86°41′50″ зх. д. / 41.53028° пн. ш. 86.69722° зх. д. (41.530226, -86.697354).  За даними Бюро перепису населення США в 2010 році місто мало площу 1,48 км², уся площа — суходіл.

## Демографія
Згідно з переписом 2010 року, у місті мешкали 242 особи в 91 домогосподарстві у складі 69 родин. Густота населення становила 163 особи/км².  Було 96 помешкань (65/км²).
Расовий склад населення:
| - 97,1 % — білих - 0,4 % — корінних американців - 0,4 % — чорних або афроамериканців - 2,1 % — осіб інших рас |

До двох чи більше рас належало 0,0 %. Частка іспаномовних становила 5,4 % від усіх жителів.
За віковим діапазоном населення розподілялося таким чином: 25,2 % — особи молодші 18 років, 58,7 % — особи у віці 18—64 років, 16,1 % — особи у віці 65 років та старші. Медіана віку мешканця становила 39,8 року. На 100 осіб жіночої статі у місті припадало 98,4 чоловіків;  на 100 жінок у віці від 18 років та старших — 98,9 чоловіків також старших 18 років.
Середній дохід на одне домашнє господарство  становив 66 113 долари США (медіана — 67 813), а середній дохід на одну сім'ю — 78 441 долар (медіана — 71 875). За межею бідності перебувало 2,6 % осіб, у тому числі 0,0 % дітей у віці до 18 років та 4,8 % осіб у віці 65 років та старших.
Цивільне працевлаштоване населення становило 165 осіб. Основні галузі зайнятості: виробництво — 44,2 %, освіта, охорона здоров'я та соціальна допомога — 13,9 %, транспорт — 7,9 %, науковці, спеціалісти, менеджери — 7,9 %.